# Ekerö község
Ekerö község (svédül: Ekerö kommun) Svédország 290 községének egyike. A község jelenlegi formáját 1971-ben nyerte el.
Gustav Vasa idejében Södermanland tartományból Uppland tartományba helyezték át.
A község szigetei: Adelsö, Björkö, Ekerön, Färingsö, Gällstaö, Helgö, Kurön, Kärsö, Lovön, Svartsjölandet.

## Települések
A község települései:
| Település        | Népesség | Megjegyzés         |
| ---------------- | -------- | ------------------ |
| Drottningholm    | 320      |                    |
| Ekerö            | 10907    | a község székhelye |
| Ekerö sommarstad | 544      |                    |
| Kungsberga       | 406      |                    |
| Lilla Stenby     | 244      |                    |
| Lurudden         | 205      |                    |
| Parksidan        | 494      |                    |
| Solsidan         | 349      |                    |
| Stenhamra        | 3336     |                    |
| Sundby           | 270      |                    |
| Söderby          | 250      |                    |
| Tureholm         | 259      |                    |
| Älvnäs           | 601      |                    |
| Ölsta            | 267      |                    |

## Népesség
| Lakosok száma | 26 528 | 27 753 | 28 308 | 28 690 | 28 879 | 29 096 | 29 123 | 28 808 | 28 910 | 28 901 |
|               | 2014   | 2017   | 2018   | 2019   | 2020   | 2021   | 2022   | 2023   | 2024   | 2025   |

## Külső hivatkozások
- Hivatalos honlap (svéd, angol)